# Dmitri Toersoenov
Dmitri Igorevitsj Toersoenov (Russisch: Дмитрий Игоревич Турсунов (luisterⓘ) (Moskou, 12 december 1982) is een Russisch tennisser. Toersoenov prefereert snelle banen boven langzamere ondergronden en beschikt over een harde service.

## Carrière
Toersoenov vertrok, op twaalfjarige leeftijd, net als zijn landgenoten Safin en Andrejev uit Rusland om zijn tenniscarrière meer kans van slagen te geven. Toersoenov woont sinds zijn twaalfde levensjaar in de Verenigde Staten.

### 2000-2002
Toersoenov werd in 2000 professioneel tennisser, maar kampte de eerste vier maanden van zijn carrière met een blessure, een gebroken been. Na zijn blessure wist Toersoenov in zijn eerste profjaar drie Futurefinales te halen, waarvan hij er twee won.
In 2001 wist Toersoenov opnieuw twee Futuretoernooien te winnen in de Verenigde Staten, waardoor Toersoenov voor het eerst toegang kreeg tot een ATP-toernooi. Hij versloeg in dit toernooi van Memphis Kevin Kim, Greg Rusedski en George Bastl waarna hij verloor van de uiteindelijke winnaar Mark Philippoussis.
Na het toernooi van Memphis kreeg Toersoenov te kampen met een been- en rugblessure, waardoor hij negen maanden was uitgeschakeld, tot juni 2002. Dat seizoen wist Toersoenov één Futuretitel te winnen.

### 2003
Toersoenov kwalificeerde zich voor het eerst voor een Grand Slam bij de US Open 2003. In de eerste ronde versloeg hij Gustavo Kuerten en in de tweede ronde de Nederlander John van Lottum. In de derde ronde kon Toersoenov niet afreken met Xavier Malisse. Dit seizoen wist Toersoenov twee Challengertoernooien te winnen, waardoor zijn eindejaarsranking voor het eerst top 100 was.

### 2004
2004 was het eerste jaar waarin Toersoenov deelnam aan alle Grandslamtoernooien, zijn beste prestatie was het behalven van de derde ronde op Wimbledon. Na uitschakeling op de US Open kreeg Toersoenov opnieuw te kampen met een blessure, een gebroken rugwervel. Hij was hierdoor zeven maanden uitgeschakeld en kon pas weer spelen in Indian Wells. Toersoenov behaalde zijn beste Grandslamresultaat tot nu toe op Wimbledon 2005, waar hij de vierde ronde bereikte. Dit resultaat behaalde hij het jaar erop opnieuw.

## Palmares
| Legenda                       | Legenda               |
| ----------------------------- | --------------------- |
| Grand Slam                    |                       |
| Olympische Spelen             |                       |
| tot 2009                      | vanaf 2009            |
| Tennis Masters Cup            | ATP Finals            |
| ATP Masters Series            | ATP Tour Masters 1000 |
| ATP International Series Gold | ATP Tour 500          |
| ATP International Series      | ATP Tour 250          |

### Enkelspel
| Nr.                  | Datum             | Toernooi         | Ondergrond    | Tegenstander in finale | Score         |               |
| -------------------- | ----------------- | ---------------- | ------------- | ---------------------- | ------------- | ------------- |
| gewonnen finales     |                   |                  |               |                        |               |               |
| 1.                   | 25 september 2006 | ATP Mumbai       | Hardcourt     | Tomáš Berdych          | 6-3, 4-6, 7-6 | details       |
| 2.                   | 29 juli 2007      | ATP Indianapolis | Hardcourt     | Frank Dancevic         | 6-4, 7-5      | details       |
| 3.                   | 30 september 2007 | ATP Bangkok      | Hardcourt (i) | Benjamin Becker        | 6-2, 6-1      | details       |
| 4.                   | 12 januari 2008   | ATP Sydney       | Hardcourt     | Chris Guccione         | 7-6, 7-6      | details       |
| 5.                   | 5 oktober 2008    | ATP Metz         | Hardcourt (i) | Paul-Henri Mathieu     | 7-6, 1-6, 6-4 | details       |
| 6.                   | 20 juni 2009      | ATP Eastbourne   | Gras          | Frank Dancevic         | 6-3, 7-6      | details       |
| 7.                   | 18 juni 2011      | ATP Rosmalen     | Gras          | Ivan Dodig             | 6-3, 6-2      | details       |
| verloren finales     |                   |                  |               |                        |               |               |
| 1.                   | 31 juli 2006      | ATP Los Angeles  | Hardcourt     | Tommy Haas             | 6-4, 5-7, 3-6 | details       |
| 2.                   | 20 juli 2008      | ATP Indianapolis | Hardcourt     | Gilles Simon           | 4-6, 4-6      | details       |
| Gewonnen challengers |                   |                  |               |                        |               |               |
| 1.                   | 5 februari 2001   | Dallas           | Hardcourt     | Justin Bower           | 6-2, 6-4      | 6-2, 6-4      |
| 2.                   | 15 september 2003 | Mandeville       | Hardcourt     | Jan Hernych            | 3-6, 6-3, 6-4 | 3-6, 6-3, 6-4 |
| 3.                   | 22 september 2003 | San Antonio      | Hardcourt     | Sebastien de Chaunac   | 6-2, 6-7, 6-4 | 6-2, 6-7, 6-4 |
| 4.                   | 26 januari 2004   | Waikoloa         | Hardcourt     | Alejandro Falla        | 7-5, 7-6      | 7-5, 7-6      |
| 5.                   | 17 oktober 2005   | Kolding          | Tapijt        | Steve Darcis           | 6-3, 6-4      | 6-3, 6-4      |
| 6.                   | 13 maart 2006     | Sunrise          | Hardcourt     | Alberto Martín         | 6-3, 6-1      | 6-3, 6-1      |
| 7.                   | 13 november 2006  | Dnjepropetrovsk  | Hardcourt     | Benjamin Becker        | 7-6, 6-4      | 7-6, 6-4      |
| 8.                   | 17 november 2008  | Helsinki         | Hardcourt     | Karol Beck             | 6-4, 6-3      | 6-4, 6-3      |

### Dubbelspel
| Nr.              | Datum             | Toernooi       | Ondergrond    | Partner              | Tegenstanders in finale               | Score            |         |
| ---------------- | ----------------- | -------------- | ------------- | -------------------- | ------------------------------------- | ---------------- | ------- |
| gewonnen finales |                   |                |               |                      |                                       |                  |         |
| 1.               | 15 oktober 2007   | ATP Moskou     | Tapijt (i)    | Marat Safin          | Tomáš Cibulec Lovro Zovko             | 6-4, 6-2         | details |
| 2.               | 24 februari 2008  | ATP Rotterdam  | Hardcourt (i) | Tomáš Berdych        | Philipp Kohlschreiber Michail Joezjny | 7-5, 3-6, [10-7] | details |
| 3.               | 28 februari 2009  | ATP Dubai      | Hardcourt     | Rik De Voest         | Martin Damm Robert Lindstedt          | 4-6, 6-3, [10-5] | details |
| 4.               | 26 juli 2009      | ATP Dubai      | Hardcourt     | Ernests Gulbis       | Ashley Fisher Jordan Kerr             | 6–4, 3–6, [11–9] | details |
| 5.               | 24 oktober 2010   | ATP Moskou     | Hardcourt (i) | Igor Koenitsyn       | Janko Tipsarević Viktor Troicki       | 7–6(8), 6–3      | details |
| 6.               | 5 mei 2013        | ATP München    | Gravel        | Jarkko Nieminen      | Marcos Baghdatis Eric Butorac         | 6-1, 6-4         | details |
| 7.               | 25 oktober 2015   | ATP Moskou     | Hardcourt     | Andrej Roebljov      | Radu Albot František Čermák           | 2-6, 6-1, [10-6] | details |
| verloren finales |                   |                |               |                      |                                       |                  |         |
| 1.               | 23 augustus 2004  | ATP Wasthinton | Hardcourt     | Travis Parrott       | Chris Haggard Robbie Koenig           | 6-7, 1-6         | details |
| 2.               | 19 september 2005 | ATP Peking     | Hardcourt     | Michail Joezjny      | Justin Gimelstob Nathan Healey        | 6-4, 3-6, 2-6    | details |
| 3.               | 26 juni 2006      | ATP Nottingham | Gras          | Igor Koenitsyn       | Jonathan Erlich Andy Ram              | 3-6, 2-6         | details |
| 4.               | 23 juni 2012      | ATP Rosmalen   | Gras          | Juan Sebastián Cabal | Robert Lindstedt Horia Tecău          | 3-6, 6-7         | details |

## Resultaten grote toernooien
| Legenda | Legenda                          |
| ------- | -------------------------------- |
| g.t.    | geen toernooi gehouden           |
| l.c.    | lagere categorie                 |
| –       | niet deelgenomen                 |
| G       | uitgeschakeld in de groepsfase   |
| 1R      | uitgeschakeld in de eerste ronde |
| 2R      | uitgeschakeld in de tweede ronde |
| 3R      | uitgeschakeld in de derde ronde  |
| 4R      | uitgeschakeld in de vierde ronde |
| KF      | uitgeschakeld in de kwartfinale  |
| HF      | uitgeschakeld in de halve finale |
| F       | de finale verloren               |
| W       | het toernooi gewonnen            |
| w-v     | winst/verlies-balans             |

### Enkelspel
| Toernooi             | 2003                  | 2004                  | 2005                  | 2006                  | 2007                  | 2008                  | 2009                  | 2010                  | 2011                  | 2012                  | 2013                  | 2014                  | 2016                  | 2017                  | w-v     |
| -------------------- | --------------------- | --------------------- | --------------------- | --------------------- | --------------------- | --------------------- | --------------------- | --------------------- | --------------------- | --------------------- | --------------------- | --------------------- | --------------------- | --------------------- | ------- |
| Grandslamtoernooien  |                       |                       |                       |                       |                       |                       |                       |                       |                       |                       |                       |                       |                       |                       |         |
| Australian Open      | –                     | 1R                    | –                     | 2R                    | 3R                    | 2R                    | 1R                    | –                     | 1R                    | 1R                    | –                     | 2R                    | 1R                    | 1R                    | 5-10    |
| Roland Garros        | –                     | 1R                    | 2R                    | 3R                    | 2R                    | 3R                    | 1R                    | 1R                    | 1R                    | 2R                    | 2R                    | 3R                    | 1R                    | –                     | 10-11   |
| Wimbledon            | –                     | 3R                    | 4R                    | 4R                    | 3R                    | 3R                    | 1R                    | 1R                    | 2R                    | 1R                    | 1R                    | 1R                    | 1R                    | 1R                    | 13-13   |
| US Open              | 3R                    | 2R                    | 2R                    | 3R                    | 1R                    | 3R                    | 1R                    | 1R                    | 1R                    | –                     | 3R                    | 1R                    | –                     |                       | 10-11   |
| Winst-verlies        | 2-1                   | 3-4                   | 5-2                   | 8-4                   | 5-4                   | 7-4                   | 0-4                   | 0-3                   | 1-4                   | 1-3                   | 3-3                   | 3-4                   | 0-3                   | 0-2                   | 38-45   |
| ATP Masters 1000     |                       |                       |                       |                       |                       |                       |                       |                       |                       |                       |                       |                       |                       |                       |         |
| Indian Wells         | –                     | 1R                    | 1R                    | 2R                    | 2R                    | 2R                    | 3R                    | –                     | –                     | –                     | 1R                    | 3R                    | 1R                    | –                     | 4-9     |
| Miami                | –                     | 1R                    | –                     | 4R                    | 2R                    | 4R                    | 3R                    | –                     | –                     | –                     | 2R                    | 2R                    | –                     | –                     | 8-6     |
| Monte Carlo          | –                     | –                     | –                     | 1R                    | 1R                    | 1R                    | –                     | –                     | –                     | –                     | –                     | 2R                    | –                     | –                     | 1-4     |
| Rome                 | –                     | –                     | –                     | 1R                    | 2R                    | 1R                    | –                     | –                     | –                     | –                     | –                     | 2R                    | –                     | –                     | 2-4     |
| Madrid               | –                     | –                     | –                     | 1R                    | 1R                    | 1R                    | –                     | –                     | –                     | –                     | –                     | 1R                    | –                     | –                     | 0-4     |
| Montréal/Toronto     | –                     | –                     | –                     | 3R                    | 1R                    | 3R                    | 1R                    | –                     | –                     | –                     | –                     | –                     | –                     |                       | 4-4     |
| Cincinnati           | –                     | 1R                    | 1R                    | 2R                    | 1R                    | 3R                    | –                     | –                     | –                     | –                     | KF                    | –                     | –                     |                       | 6-6     |
| Shanghai             | Geen ATP Masters 1000 | Geen ATP Masters 1000 | Geen ATP Masters 1000 | Geen ATP Masters 1000 | Geen ATP Masters 1000 | Geen ATP Masters 1000 | –                     | –                     | 2R                    | –                     | 1R                    | –                     | –                     |                       | 1-2     |
| Parijs               | –                     | –                     | 3R                    | 3R                    | 1R                    | 2R                    | –                     | –                     | 1R                    | –                     | 1R                    | –                     | –                     |                       | 4-6     |
| Hamburg              | –                     | –                     | –                     | 1R                    | 1R                    | 1R                    | Geen ATP Masters 1000 | Geen ATP Masters 1000 | Geen ATP Masters 1000 | Geen ATP Masters 1000 | Geen ATP Masters 1000 | Geen ATP Masters 1000 | Geen ATP Masters 1000 | Geen ATP Masters 1000 | 0-3     |
| Statistieken         |                       |                       |                       |                       |                       |                       |                       |                       |                       |                       |                       |                       |                       |                       |         |
| Totaal aantal titels | 0                     | 0                     | 0                     | 1                     | 2                     | 2                     | 1                     | 0                     | 1                     | 0                     | 0                     | 0                     | 0                     | 0                     | 7       |
| Totaal winst-verlies | 2-3                   | 12-17                 | 17-15                 | 45-31                 | 28-23                 | 33-23                 | 14-17                 | 6-9                   | 20-17                 | 3-11                  | 31-21                 | 14-19                 | 0-3                   | 0-2                   | 229-211 |
| Eindejaarsranking    | 98                    | 80                    | 61                    | 22                    | 34                    | 22                    | 89                    | 197                   | 40                    | 122                   | 29                    | 110                   | 411                   |                       | n.v.t.  |

### Dubbelspel
| Grandslamtoernooien   |      |               |               |               |       |               |               |               |      |               |               |               |      |         |
| Australian Open       | –    | –             | –             | –             | 1R    | 2R            | –             | 1R            | 2R   | –             | 2R            | –             | 1R   | 2-6     |
| Roland Garros         | 1R   | –             | 1R            | KF            | HF    | KF            | 1R            | –             | –    | 1R            | 1R            | –             | 1R   | 10-9    |
| Wimbledon             | –    | –             | 1R            | 2R            | 2R    | 1R            | 1R            | 2R            | 1R   | 1R            | 2R            | –             |      | 4-9     |
| US Open               | –    | –             | 1R            | 1R            | 3R    | 1R            | 1R            | 1R            | –    | 1R            | –             | –             |      | 2-7     |
| Winst-verlies         | 0-1  | 0-0           | 0-3           | 4-3           | 7-4   | 4-4           | 0-3           | 1-3           | 1-2  | 0-3           | 2-3           | 0-0           | 0-2  | 19-31   |
| Tennis Masters Cup    |      |               |               |               |       |               |               |               |      |               |               |               |      |         |
| ATP World Tour Finals | –    | –             | –             | –             | –     | –             | –             | –             | –    | –             | –             | –             |      | 0-0     |
| ATP Masters 1000      |      |               |               |               |       |               |               |               |      |               |               |               |      |         |
| Indian Wells          | –    | –             | –             | –             | 1R    | 1R            | –             | –             | –    | –             | –             | –             | –    | 0-2     |
| Miami                 | –    | –             | 1R            | –             | 1R    | 1R            | –             | –             | –    | –             | 2R            | –             | –    | 1-4     |
| Monte Carlo           | –    | –             | 2R            | 2R            | –     | –             | –             | –             | –    | –             | –             | –             | –    | 2-2     |
| Hamburg               | –    | –             | –             | 2R            | 1R    | l.c.          | l.c.          | l.c.          | l.c. | l.c.          | l.c.          | l.c.          | l.c. | 1-2     |
| Madrid                | –    | –             | –             | –             | –     | –             | –             | –             | –    | –             | –             | –             | –    | 0-0     |
| Rome                  | –    | –             | 1R            | –             | 1R    | –             | –             | –             | –    | –             | 1R            | –             | –    | 0-3     |
| Montréal/Toronto      | –    | –             | 2R            | 2R            | –     | –             | –             | –             | –    | –             | –             | –             |      | 2-2     |
| Cincinnati            | 1R   | –             | –             | 2R            | –     | –             | –             | –             | –    | –             | –             | –             |      | 1-2     |
| Shanghai              | l.c. | l.c.          | l.c.          | l.c.          | l.c.  | –             | –             | 2R            | –    | 1R            | –             | –             |      | 1-2     |
| Parijs                | –    | –             | 1R            | –             | –     | –             | –             | –             | –    | –             | –             | –             |      | 0-1     |
| Olympische Spelen     |      |               |               |               |       |               |               |               |      |               |               |               |      |         |
| Olympische Spelen     | –    | geen toernooi | geen toernooi | geen toernooi | 2R    | geen toernooi | geen toernooi | geen toernooi | –    | geen toernooi | geen toernooi | geen toernooi |      | 1-1     |
| Statistieken          |      |               |               |               |       |               |               |               |      |               |               |               |      |         |
| Totaal aantal titels  | 0    | 0             | 0             | 1             | 1     | 2             | 1             | 0             | 0    | 1             | 0             | 1             | 0    | 7       |
| Totaal winst-verlies  | 5-8  | 4-6           | 18-23         | 13-10         | 16-15 | 14-13         | 10-6          | 5-15          | 7-7  | 9-11          | 7-11          | 3-0           | 0-2  | 111-127 |
| Eindejaarsranking     | 144  | 198           | 57            | 61            | 45    | 53            | 121           | 237           | 206  | 139           | 179           | 258           |      |         |